# Kaufmännisches Berufsbildungszentrum Halberg
Das Kaufmännische Berufsbildungszentrum Halberg (KBBZ Halberg) ist ein berufliches Schulzentrum in Saarbrücken, in dem zahlreiche Berufsschulen, eine Fachoberschule in Abendform und eine Höhere Berufsfachschule zusammengefasst sind. Schulträger ist der Regionalverband Saarbrücken. Die Schulaufsicht obliegt dem Bildungsministerium des Saarlandes.

## Geschichte
Am 1. Mai 1909 wurde durch Eigeninitiative der Saarbrücker Kaufmannschaft die „Kaufmännische Fachschule der Handelskammer“ gegründet. Am 7. Mai 1912 übernimmt die Stadt die Schule unter dem neuen Namen „Kaufmännische Fortbildungsschule der Stadt Saarbrücken“. 1936 bezieht die Schule ein neues Gebäude in der Stengelstraße und erhält den Namen "Friedrich-List-Schule". Nach zwei Teilungen in den Jahren 1957 und 1959 wurde am 1. Oktober 1972 ein weiterer Teil (rund 2.300 Schüler) als Kaufmännische Schule III (KB III) verselbständigt. Leiter der neuen Schule wurde Eugen Maréchaux. Am 8. November 1982 erfolgte der Umzug der KB III in ein modernes Glas-Stahl-Beton-Gebäude im Stadtteil Brebach-Fechingen, das der damalige Stadtverband Saarbrücken durch den Architekten Focht für rund 15 Mio. DM erstellen ließ. Die Lage im Stadtbezirk Halberg führte zu dem neuen Namen „KBBZ Saarbrücken-Halberg“ (Kaufmännisches Berufsbildungszentrum Saarbrücken-Halberg). Um Verwechselungen mit dem "KBBZ Saarbrücken" in der Stengelstraße zu vermeiden, wurde der Name zum 1. Januar 2007 in „KBBZ Halberg“ (Kaufmännisches Berufsbildungszentrum Halberg) gekürzt.
Schulleiter:
| 1972–1986 | Eugen Maréchaux († 21.08.2008)  |
| 1986–1991 | Walther Hügel († 06.11.2017)    |
| 1991–2003 | Bernd Freidinger († 12.07.2022) |
| 2003–2013 | Jacob Fuhrmann                  |
| seit 2013 | Günter Scheffczyk               |

## Schulisches Angebot

### Berufsschule
Landesberufsschule für folgende Ausbildungsberufe:
- Kaufmann/-frau für Digitalisierungsmanagement
- Kaufmann/-frau für IT-Systemmanagement
- Kaufmann/Kauffrau im E-Commerce
- Kaufmann/Kauffrau für Versicherung und Finanzen
- Steuerfachangestellter/Steuerfachangestellte
- Reiseverkehrskaufmann/Reiseverkehrskauffrau
- Kaufmann/-frau für Freizeit und Tourismus
- Kaufmann/Kauffrau für Dialogmarketing
- Servicefachkraft für Dialogmarketing
- Kaufmann/Kauffrau für Spedition und Logistikdienstleistung
- Fachkraft für Lagerlogistik
- Fachkraft für Kurier-, Express- und Postdienstleistungen
- Fachlagerist/Fachlageristin
- Fachpraktiker für Lagerlogistik
- Tiermedizinischer Fachangestellter/Tiermedizinische Fachangestellte
- Informatikkaufmann/Informatikkauffrau (auslaufend)
- IT-System-Kaufmann/IT-System-Kauffrau (auslaufend)

Regionale Berufsschule für folgende Ausbildungsberufe:
- Industriekaufmann/Industriekauffrau
- Medizinischer Fachangestellter/Medizinische Fachangestellte

### Fachoberschule
- Fachbereich Wirtschaft in Abendform

### Höhere Berufsfachschule
- Höhere Berufsfachschule für Wirtschaftsinformatik

### Fachschule
- Akademie für Betriebs- und Unternehmensführung

## Gebäude
Architekt des Schulgebäudes ist Bernhard Focht aus Saarbrücken, der 1982 für den Entwurf dieser Schule den Architekturpreis des Bundes Deutscher Architekten erhielt.
Die Schule verfügt u. a. über
- 30 Unterrichtsräume
- einen Mediensaal
- ein Chemielabor
- 12 modern ausgestattete EDV-Räume (160 PC) mit zentraler Glasfaser-Vernetzung
- ein großes künstlerisch gestaltetes Forum
- sowie eine Cafeteria

## Besonderheiten
- Qualitätsmanagement

Die Schule hat als erstes kaufm. Berufsbildungszentrum im Saarland seit 2005 ein Qualitätsmanagementsystem implementiert und ist seit 2006 durch die CERTQUA zertifiziert nach DIN EN ISO 9001:2000.
- Schüleraustausch mit Le Havre

Von 1989 bis 2012 bestand eine Partnerschaft des KBBZ Halberg mit dem Lycée polyvalent "Francoise de Grâce" in Le Havre. Neben einzelnen gemeinsamen Projekten war die wichtigste Aktivität der jährliche Schüleraustausch, an dem Auszubildende aus der Fachgruppe Spedition des KBBZ Halberg und Schüler aus dem Bereich Transport und Logistik der französischen Partnerschule teilnahmen. Die Teilnehmer verbrachten jeweils drei Wochen im anderen Land.